# Крістіна Гріммі
Крісті́на Вікто́рія Гріммі́ (англ. Christina Victoria Grimmie; 12 березня 1994 — 11 червня 2016) — американська піаністка, співачка, композиторка, акторка, телепродюсерка, кінорежисерка, ютуберка з ніком zeldaxlove64. Відома каверами на пісні Крістіни Агілери, Кеті Перрі, Джастіна Бібера та багатьох інших. У червні 2011 випустила перший альбом під назвою Find Me. Убита в Орландо невідомим чоловіком після свого концерту у віці 22 років.

## Ранні роки
Крістіна Гріммі народилася в містечку Марлтон, штат Нью-Джерсі, США. Почала співати з 4-х років, грала на фортепіано з десяти. Відвідувала уроки фортепіано, але музику добирала на слух. З вересня 2010 року навчалась вдома. Крістіна — християнка. Найулюбленішою відеогрою була The Legend of Zelda.

## YouTube
Її найвідоміший кавер — «Just a Dream» від Nelly, яку вона виконала з Sam Tsui. На її канал тоді підписалося близько 76 тисяч людей. Перше відео — «I Don't Wanna Be Torn» (Майлі Сайрус). Перша слава прийшла, коли її відео на пісню Майлі Сайрус «Party in the U.S.A.» переглянуло понад 25 мільйонів людей на YouTube. Станом на лютий 2011 року на канал співачки підписалося майже 1,5 мільйона людей. Це зробило її 4-м музикантом з кількістю YouTube-підписок. Вона посідає друге місце в п'ятірці MyYoutube, випередивши Джастіна Бібера, Ніккі Мінаж та Ріанну. Завдяки популярності на YouTube, вітчим Селени Гомес Брайан Тіффі в травні 2010 став її менеджером. Нині на канал zeldaxlove64 підписано близько 3,9 мільйона осіб.

## Кар'єра
Крістіна Гріммі брала участь у благодійному концерті Дитячого фонду ООН та в Digitour, призначеному для митців YouTube. Також співала на бек-вокалі в турі Селени Гомес We Own the Night Tour. Гастролювала разом з Гомес 6 тижнів на підтримку студійного альбому When the Sun Goes Down. Гомес стала наставницею Гріммі. Згодом з'явилася в чартах Billboard. 14 червня 2011 року Крістіна Гріммі випустила перший альбом Find Me. Її дебютна пісня «Advice» вперше прозвучала на Radio Disney 11 червня. Кліп на пісню з'явився на YouTube 19 червня (Продюсер Шон Бабас).
Вона з'явилася на The Ellen DeGeneres Show разом з YouTube-виконавцем Тайлер Вард та заспівала композицію «How to Love» від Lil Wayne, яку показали 10 жовтня 2011. 20 листопада 2011 року Гріммі з Тайо Круз виступила на 39-му American Music Awards з піснею «Higher». Вона також разом із Селеною Гомес виконала пісню «Not Fragile» на Coca-Cola Red Carpet Show.
11 грудня 2011 року Крістіна Гріммі була спеціальним музичним гостем на Disney Channel's So Random! та виконала власну пісню «Advice». У січні 2012 року переїхала до Лос-Анджелеса, щоб продовжити кар'єру співачки, про що розповіла в Facebook та Twitter.[джерело?]
Гріммі приєдналася до Creative Artists Agency, що співпрацює з Крісом Брауном і Крістіною Агілерою, на початку квітня 2012. Працювала над новим альбомом, про що розповіла у Facebook та Twitter. Розпочала власне вебшоу На Disney.com: Power Up: with Christina Grimmie. Воно виходило щоп'ятниці з 29 березня до 5 червня 2012 року. Також Гріммі відкривала гастрольний тур Селени Гомес в її Північно-Американському Stars Dance турі.

## Вбивство
Після концерту Гріммі в американському місті Орландо, під час того, як вона роздавала автографи, незнайомий чоловік відкрив по ній вогонь. Ніхто з шанувальників не постраждав. Брат Крістіни зумів схопити нападника, однак той під час боротьби застрелився.
22-річна Крістіна Гріммі померла в лікарні від поранень.

## Вплив
Вона виросла, слухаючи сучасного артиста Stacie Orrico.
|  | У неї справді чудовий голос і я тягнусь до неї. Я вважаю, що причина чому в мене такий душевний голос це те, що я виросла, слухаючи її і вона чинила великий, великий вплив на мене. Я хочу звучати як вона. Я пишу пісні, які схожі на її пісні. She has a really awesome voice and I was so drawn to it. I think the reason I do have a soul voice is because I grew up listening to her and she was my huge huge influence. I wanted to sound just like her, I wrote songs that kinda sounded like something she would do. Гріммі про Крістіну Агілеру як про основний фактор впливу на її вокал.. |

Також Крістіна стверджувала, що їй подобається вокал Beyoncé. Вона любила дабстеп, DJ музику, а також рок-н-рол, слухала Pantera, Iron Maiden і Tool.

## Дискографія
- Find me (2011)
- With love (2013)

### Пісні
- Advice (2011)
- Not Fragile (2011)
- Liar Liar (2011)
- King Of Thieves (2011)
- Counting (2011)
- Unforgivable (2011)
- Find Me (2011)
- Ugly (2011)

## Фільмографія
| Рік       | Назва                           | Праця      |
| --------- | ------------------------------- | ---------- |
| 2011      | So Random!                      | Самостійно |
| 2011      | The Click Clique                | Самостійно |
| 2012      | Power Up with Christina Grimmie | Ведуча     |
| 2012      | REMIXED                         | Самостійно |
| 2012-2013 | Dancing With the Stars          | Виконавиця |

## Нагороди
| Рік  | Нагорода                      | Категорія                        | Праця | Результат |
| ---- | ----------------------------- | -------------------------------- | ----- | --------- |
| 2011 | American Music Awards         | New Media Honoree (Female)       | Сама  | Перемога  |
| 2011 | Youth Rock Awards 2011        | Rockin’ Indie Artist of the Year | Сама  | Перемога  |
| 2012 | Intense Radio Music Awards    | Best Female Cover Artist         | Сама  | Перемога  |
| 2012 | Intense Radio's Talent Awards | Best Female Cover Artist         | Сама  | Номінація |
| 2012 | Intense Radio's Talent Awards | Overall Best Cover Artist        | Сама  | Номінація |
| 2013 | Radio Disney Music Awards     | Biggest Viral Artist             | Сама  | Номінація |

## Кавер-пісні

### 2009
- «I Don't Wanna Be Torn» Ханна Монтана
- «Dear Friend» Stacie Orrico
- «Party in the U.S.A.» Майлі Сайрус
- «Catch Me» Демі Ловато
- «Energy» Кері Хілсон
- «Don't Forget» Демі Ловато
- «Never Say Never» The Fray
- «Crazier» Тейлор Свіфт
- «Everytime You Lie» Демі Ловато
- «When You Look Me in the Eyes» Jonas Brothers
- «One Time» Джастін Бібер
- «Unfaithful» Ріанна
- «My Heart Will Go On» Селін Діон
- «What Hurts the Most» Rascal Flatts
- «Apology» Cristina Marie
- «Fireflies» Owl City
- «Only Hope» Switchfoot
- «The Way I Loved You» Селена Гомес
- «White Christmas» Bing Crosby
- «When I Look at You» Майлі Сайрус

### 2010
- «Everytime We Touch» Cascada
- «Lift Me Up» Крістіна Агілера
- «The Voice Within» Крістіна Агілера
- «Naturally» Селена Гомес
- «Hey, Soul Sister» Train
- «Baby» Джастін Бібер
- «Break Your Heart» (разом з Тіффані Алворд) Taio Cruz
- «Hallelujah» Леонард Коен
- «Halo» Бейонсе
- Попурі: When I Look at You / Goodbye / 7 Things / See You Again / The Climb / If We Were a Movie / Before The Storm / Breakout / The Best of Both Worlds by Miley Cyrus
- «Telephone» Леді Ґаґа і Бейонсе
- «Impossible» Shontelle
- «Pyramid» Charice і Iyaz
- «You Lost Me» Крістіна Агілера
- «Shark in the Water» V V Brown
- Попурі: Fallin' (Аліша Кіз) / Walk Away (Крістіна Агілера) / Alejandro (Леді ҐаҐа) / Billionaire (Travie McCoy feat. Бруно Марс) / Airplanes (B.o.B feat. Hayley Williams) / Dynamite (Taio Cruz) / Tik Tok (Kesha) / California Gurls (Кеті Перрі і Snoop Dogg)
- «A Year Without Rain» Селена Гомес
- «DJ Got Us Fallin' in Love» (разом з Alex Goot) Ашер feat. Pitbull
- «Beat It» Майкл Джексон
- «Hurt» Крістіна Агілера
- Попурі: Just a Dream (Nelly) / Just the Way You Are (Бруно Марс) / Teenage Dream (Кеті Перрі) / Animal (Neon Trees) / Firework (Кеті Перрі)
- «Just a Dream» (разом з Sam Tsui) Nelly
- «Grenade» Бруно Марс
- «All I Want for Christmas Is You» Мерая Кері
- «A Little More Of Us» Stereo Skyline

### 2011
- «Firework» Кеті Перрі
- «Jar of Hearts» Крістіна Перрі
- «Only Girl (In the World)» Ріанна
- «Back to December» Тейлор Свіфт
- «Bad Romance» Леді ҐаҐа
- «Perfect» Pink
- «Through Glass» (разом з Mark Grimmie) Stone Sour
- «Rolling in the Deep» Адель
- «Pray» Джастін Бібер
- «Who Says» Селена Гомес
- «E.T.» Кеті Перрі
- «Forget You» Cee Lo Green
- «Price Tag» Jessie J і B.o.B
- «Bound to You» Christina Aguilera
- «The Edge of Glory» Леді ҐаҐа
- «Set Fire to the Rain» Адель
- Попурі: Crushcrushcrush / The Only Exception / Decode / Misery Business by Paramore
- «Someone like You» Адель
- «Skyscraper» Демі Ловато
- «Billie Jean» (разом з Noah Guthrie) Майкл Джексон
- «Lonely Day» (разом з Mark Grimmie) System of a Down
- «How to Love» (разом з Tyler Ward) Lil Wayne
- «One and Only» Адель
- «Your Song» Elton John
- «Stereo Hearts» Gym Class Heroes і Adam Levine
- «We Found Love» Ріанна і Calvin Harris
- «It Will Rain» Бруно Марс
- «The One That Got Away» Кеті Перрі
- «O Holy Night» (Christmas carol)

### 2012
- «I Won't Give Up» Jason Mraz
- «I Will Always Love You» Вітні Х'юстон
- «Somebody That I Used to Know» Ґотьє і Kimbra
- «Cinema (Skrillex Remix)» Бенні Бенассі
- «Safe & Sound» Тейлор Свіфт та The Civil Wars
- «In Christ Alone» Owl City
- «The Dragonborn Comes» The Elder Scrolls V: Skyrim
- «Titanium» Давід Гета та Sia
- «Some Nights» Fun
- «With You, Friends» Skrillex
- «Locked Out Of Heaven» Bruno Mars

### 2013
- «I Dreamed A Dream» Les Miserables
- «Stay» Rihanna
- Попурі (разом з Mike Tompkins): «My songs know what you did in the dark (Light Em Up)» Fall Out Boy & «Girl on fire» Alicia Keys

## 10 найпопулярніших відео
Станом на 23 липня 2013 року 10 найпопулярніших відео, які завантажила Крістіна:
| №  | Пісня                           | Виконавець               | Завантажено       | Переглядів               |
| -- | ------------------------------- | ------------------------ | ----------------- | ------------------------ |
| 1  | E.T.                            | Кеті Перрі               | 8 квітня 2011     | 15,790,191               |
| 2  | Just A Dream                    | Nelly (разом з Sam Tsui) | 20 листопада 2010 | 14,387,589 (66,823,721 ) |
| 3  | Titanium                        | David Guetta feat. Sia   | 24 серпня 2012    | 13,024,038               |
| 4  | Party In The USA                | Майлі Сайрус             | 12 серпня 2009    | 11,491,339               |
| 5  | I Won't Give Up                 | Jason Mraz               | 5 січня 2012      | 10,897,027               |
| 6  | Skyscraper                      | Демі Ловато              | 16 липня 2011     | 10,233,862               |
| 7  | Fireflies                       | Owl City                 | 15 листопада 2009 | 9,577,833                |
| 8  | Somebody That I Used To Know    | Gotye ft. Kimbra         | 24 лютого 2012    | 8,872,205                |
| 9  | Advice (Official Music Video)   | Крістіна Гріммі          | 19 липня 2011     | 8,791,378                |
| 10 | Medley (разом з Kurt Schneider) | Майлі Сайрус             | 2 травня 2010     | 8,182,627                |

## Гастролі
Відкриття
- Селена Гомес & the Scene — We Own the Night Tour (2011)
- Селена Гомес — Stars Dance Tour (2013)